# Mușetești
Mușetești là một xã thuộc hạt Gorj, România. Dân số thời điểm năm 2002 là 2303 người.